# Pagodulinidae
Pagodulinidae zijn een familie van weekdieren uit de klasse van de Gastropoda (slakken).

## Geslachten
- Pagodulina Clessin, 1876

### Synoniemen
- Crystallifera Schileyko, 1976 => Pagodulina Clessin, 1876
- Pagodina Stabile, 1864 => Pagodulina Clessin, 1876
- Pagodinella Thiele, 1917 => Pagodulina Clessin, 1876
- Pagodula P. Hesse, 1916 => Pagodulina Clessin, 1876